# Sleightholme-Beck-Schlucht – The Troughs

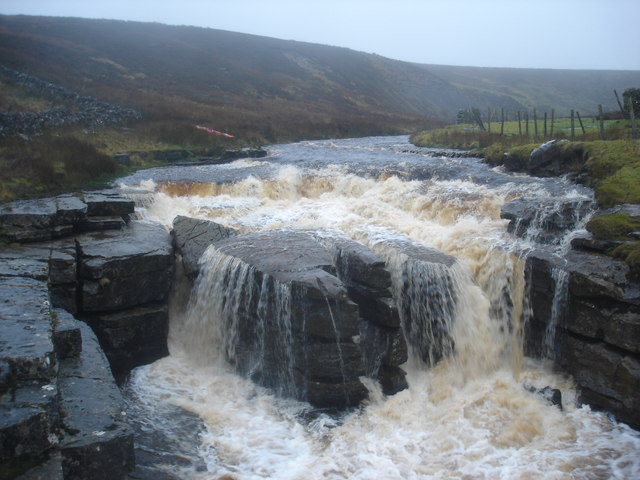
Das obere Ende der Schlucht

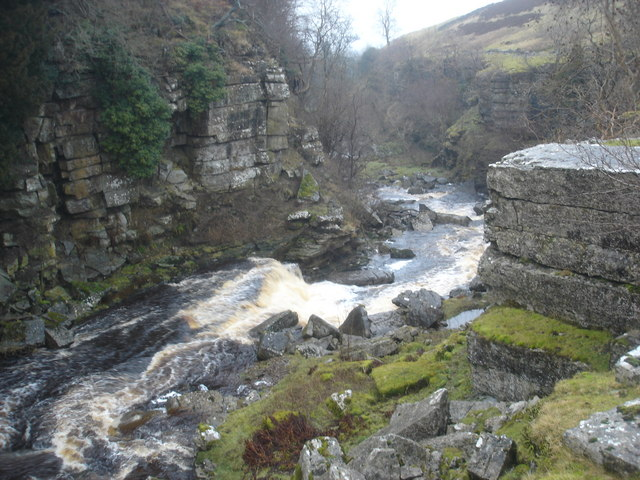
Das untere Ende der Schlucht

Die Sleightholme-Beck-Schlucht – The Troughs (deutsch: „die Tröge“) ist ein Site of Special Scientific Interest im Teesdale District im County Durham, England. Es handelt sich um eine Schlucht im Lauf des Sleightholme Beck zwischen dem Weiler Sleightholme und seinem Zusammenfluss mit dem River Greta, ungefähr 3 km flussaufwärts des Ortes Bowes.
Die Schlucht ist sowohl von biologischer, wie auch geologischer Bedeutung und wurde von der Geological Conservation Review als „von nationaler Bedeutung“ eingestuft.
Die Schlucht ist in Kalkstein aus dem Namurium eingeschnitten. Sie ist von besonderem Interesse, weil Lagen von Sandstein in der Mitte des Einschnittes Charakteristiken zeigen, die typisch für ein Ufer sind. Die Lagen deuten auf ein Flussdelta und eine Sandbank hin.
Die dünne Bodenschicht, die sich auf den Absätzen und in den Spalten des Kalksteins sowie den Schutthalden gebildet hat, begünstigt die Vegetation. Farne wie der Braunstielige Streifenfarn, Grünstieliger Streifenfarn und Zerbrechlicher Blasenfarn überwiegen. Waldpflanzen wie Waldsauerklee, Wald-Flattergras und Wald-Bingelkraut haben sich in den schattigen Spalten angesiedelt. Dreifinger-Steinbrech, Glänzender Storchschnabel und Frühlings-Hungerblümlichen finden sich in den offensten Stellen. Auf den meist unzugänglichen Hängen gibt es offenes Buschland, in dem die Europäische Eibe stark vertreten ist.
Wasseramsel und Flussuferläufer sind gesichtet worden und brüten wahrscheinlich in der Umgebung.